# Závody tahačů
Truck racing (česky: závody tahačů) je odvětví automobilového sportu, ve kterém na uzavřených asfaltových okruzích soupeří řidiči za volanty nákladních aut. Přesněji řečeno se jedná o závodní speciály vycházející z návěsových tahačů. Závody se konají na tratích známých například i z Formule 1 (Zolder, Nürburgring, Le Mans, Misano, Donington, Autodrom Most,…).

## Historie
První ročník Evropského poháru tahačů se pořádal v roce 1985. Od roku 1985 do roku 1987 se závodilo ve třech kategoriích (A, B a C – podle výkonu motoru, C je nejsilnější), od roku 1988 do roku 1993 byly třídy rozděleny podle objemu motoru (A, B a C – přičemž C jsou motory s nejvyšším objemem), od roku 1994 do roku 2005 se závodilo ve dvou třídách (sériovější vozy v kategorii Race truck a speciály v kategorii Super race truck). V sezoně 2001 vznikla podkategorie Super Race truck B, ale hned po jediné sezoně zase zanikla. Od roku 2006 existuje pouze jediná třída.

## Základní pravidla
Oproti jiným motoristickým sportům mají závody tahačů jedno neobvyklé pravidlo: z bezpečnostních důvodů nesmí jezdci během závodů překročit maximální rychlost 160 km/h. To ale nijak této disciplíně neubírá na divácké atraktivitě. Minimální hmotnost závodního tahače je 5,5 tuny, předepsáno je i rozdělení hmotnosti na přední/zadní nápravu. V současné době by kombinace značek jednotlivých agregátů (motor, kabina, nápravy, převodovka) měla být stejná jako u sériového tahače (např. nelze do tahače MAN dát motor Mercedes).

## Závodní víkend
Závodní víkend obvykle zahrnuje dva až tři dny, ve kterých jezdci absolvují několik volných tréninků, dva měřené tréninky (určují postavení na startu 1. a 3. závodu) a 4 závody o body do šampionátu (nejvyšší možné maximum je 60 bodů za víkend). Mistrem Evropy se stává ten jezdec, který během všech závodních víkendů v dané sezoně nasbírá nejvyšší součet bodů. Obvyklý počet aut v jednom závodě je kolem dvaceti.

## Přehled českých jezdců
František "Frankie" Vojtíšek
Evropský pohár tahačů

1987 – 14. místo – LIAZ 110.577 (sk. A-do 300 koní)

1988 – 6. místo – LIAZ 150.571 (sk. A-do 11950 cm³)

1989 – 2. místo – LIAZ 150.571 (sk. A-do 11950 cm³)

1990 – 2. místo – LIAZ 150.471 (sk. A-do 11950 cm³)

1991 – 4. místo – LIAZ 150.571 (sk. A-do 11950 cm³)

1992 – 7. místo – LIAZ 150.571 (sk. A-do 11950 cm³)

1993 – 3. místo – LIAZ 250.471 (sk. B-do 14100 cm³)

1994 – 17. místo – LIAZ 250.471 (sk. Super Race truck) *)

1995 – **) – LIAZ 250.471 (sk. Super Race truck)

1996 – 4. místo – LIAZ 300.471 (sk. Race truck)

1997 – 3. místo – LIAZ 300.471 (sk. Race truck)

1998 – 4. místo – ŠKODA LIAZ Xena (sk. Race truck)

1999 – 4. místo – ŠKODA LIAZ Xena (sk. Race truck)

2000 – ***) – Renault Premium (sk. Race truck)

2001 – 4. místo – Renault Premium (sk. Race truck)

2002 – 6. místo – Renault Premium (sk. Race truck)

2003 – 11. místo – Renault Premium (sk. Race truck)

2004 – 8. místo – Renault Premium (sk. Race truck)

2005 – 7. místo – Renault Premium (sk. Race truck)

2006 – 10. místo – Renault Premium

2007 – 10. místo – Renault Premium

2008 – 8. místo – Renault Premium

2009 – 9. místo – Renault Premium

x – v roce 1994 nasbíral v kategorii Super Race pouze 5 bodů. Nejlepší výsledek bylo 4. místo v kvalifikačním závodě v Misanu

xx – v sezoně 1995 se zúčastnil pouze závodu na Nürburgringu, ve kterém nebodoval

xxx – na začátku sezony 2000 vyloučen (použití motoru Detroit Diesel ve voze Renault – neodpovídalo sériové výrobě)

další úspěchy v závodech tahačů

1989 – 1. místo v mistrovství Velké Británie – LIAZ

1990 – 1. místo v mistrovství Velké Británie – LIAZ

1990 – 2. místo v závodě 24 hodin Le Mans tahačů – LIAZ

další úspěchy v motosportu

1988 – 2. místo v rallye Dakar v kat. kamion – LIAZ 111.154 (Moskal – Vojtíšek – Záleský)

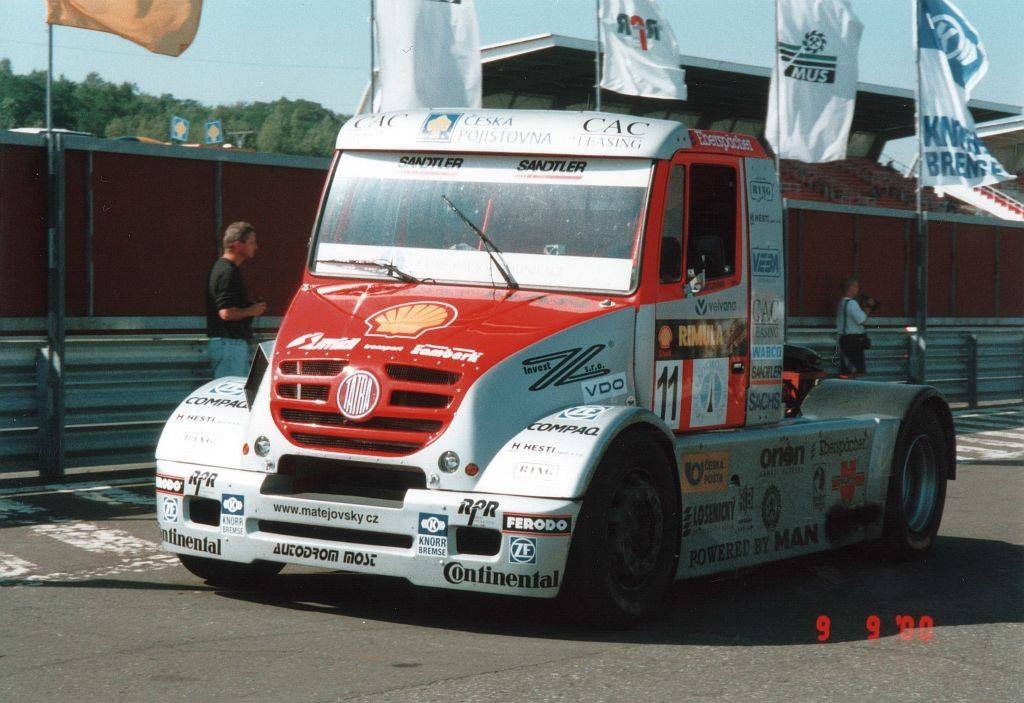
Stanislav Matějovský - Tatra Jamal SRT

_______________________________________________

Jiří Moskal

Evropský pohár tahačů

1987 – 10. místo – LIAZ 110.577 (sk. A-do 300 koní)

1988 – 7. místo – LIAZ 150.571 (sk. A-do 11950 cm³)

1989 – 7. místo – LIAZ 150.571 (sk. A-do 11950 cm³)

další úspěchy v motosportu

1988 – 2. místo v rallye Dakar v kat. kamion – LIAZ 111.154 (Moskal – Vojtíšek – Záleský)

_______________________________________________

Karel Patočka

Evropský pohár tahačů

1991 – *) – LIAZ (sk. B-do 14100 cm³)

1992 – 6. místo – LIAZ (sk. B-do 14100 cm³)

1993 – 9. místo – LIAZ (sk. B-do 14100 cm³)

1994 – **) – SISU (sk. Super Race truck)

x) v sezoně 1991 nasbíral pouze 5 bodů

xx) v sezoně 1994 nasbíral pouze 15 bodů

________________________________________________

Bohumil Křesťan

Evropský pohár tahačů

1992 – 9. místo – LIAZ (sk. A-do 11950 cm³)

________________________________________________

Stanislav Matějovský

Evropský pohár tahačů

1992 – 10. místo – LIAZ (sk. A-do 11950 cm³)

1993 – 7. místo – LIAZ (sk. B-do 14100 cm³)

1994 – 4. místo – LIAZ (sk. Race truck)

1995 – 5. místo – LIAZ (sk. Race truck)

1996 – 7. místo – LIAZ (sk. Race truck)

1997 – 8. místo – LIAZ (sk. Race truck)

1999 – *) – MAN (sk. Super Race truck)

2000 – 9. místo – Tatra (sk. Super Race truck)

2001 – 1. místo – Tatra (sk. Super Race truck B)

2002 – 7. místo – Tatra (sk. Super Race truck)

x) nestartoval v celém seriálu
________________________________________________

Martin Koloc

Evropský pohár tahačů

1993 – *) – LIAZ (sk. A-do 11950)

1994 – 2. místo – SISU (sk. Race truck)

1995 – 1. místo – SISU (sk. Race truck)

1996 – 1. místo – SISU (sk. Race truck)

1997 – 2. místo – Praga (sk. Race truck)

1998 – 3. místo – SISU (sk. Race truck)

1999 – diskvalifikován – SISU (sk. Race truck)

x) v sezoně 1993 nasbíral 29 bodů

_______________________________________________

Petr Čermák

Evropský pohár tahačů

1994 – *) – LIAZ (sk. Race truck)

1995 – **) – LIAZ (sk. Race truck)

x) v sezoně 1994 nasbíral 42 bodů

xx) v sezoně 1995 nasbíral 22 bodů

________________________________________________

Jaromír Malý

Evropský pohár tahačů

1995 – 9. místo – SISU (sk. Race truck)

________________________________________________

David Vršecký

Evropský pohár tahačů

1998 – 13. místo – SISU (sk. Race truck)

2002 – 6. místo – Buggyra (sk. Super Race truck)

2003 – 3. místo – Buggyra (sk. Super Race truck)

2004 – 3. místo – Buggyra (sk. Super Race truck)

2005 – 4. místo – Freightliner-Buggyra (sk. Race truck)

2006 – 5. místo – Freightliner-Buggyra

2007 – 3. místo – Freightliner-Buggyra

2008 – 1. místo – Freightliner-Buggyra

2009 – 1. místo – Freightliner-Buggyra

2010 – 5. místo – Freightliner-Buggyra

2011 – 5. místo – Freightliner-Buggyra

________________________________________________

Lenka Vlachová

Evropský pohár tahačů

2000 – *) – SISU (kat. Race truck)

x) nasbírala pouze 13 bodů, v průběhu sezony ji nahradil Chris Tucker

_______________________________________________

Daniel Landa

Evropský pohár tahačů

1999 – 6. místo – SISU (kat. Race truck)

2000 – 5. místo – SISU (kat. Race truck)

________________________________________________

Adam Lacko

Evropský pohár tahačů

2003 – 5. místo – Tatra (kat. Super Race truck)

2004 – 3. místo – MAN (kat. Race truck)

2005 – 14. místo – Freightliner-Buggyra (kat. Race truck)

2006 – 8. místo – MAN

2010 – 7. místo – MAN

2011 – 3. místo – Renault Premium

2012 – 3. místo – Renault Premium

FIA European Truck Racing Cup - 2003-2005
FIA European Truck Racing Championship 2006-2020
https://www.truckracing.de/truckrace/de/archiv/index.html